# Abanycha fasciata
Abanycha fasciata là một loài bọ cánh cứng trong họ Cerambycidae. Loài này được Galileo và Martins mô tả lần đầu năm 2005. Loài này được tìm thấy ở Venezuela.